# Thetidia correspondens
Thetidia correspondens är en fjärilsart som beskrevs av Sergei Alphéraky 1883. Thetidia correspondens ingår i släktet Thetidia och familjen mätare, Geometridae. Inga underarter finns listade i Catalogue of Life.